# Volenice, Strakonice
Volenice là một làng thuộc huyện Strakonice, vùng Jihočeský, Cộng hòa Séc.